# Augusto Aníbal Quer Casar
Augusto Aníbal Quer Casar é um curta-metragem mudo brasileiro do gênero comédia, dirigido por Luiz de Barros, e lançado em 1923. O roteiro foi escrito por Barros e Vittorio Verga, baseado em um conto de mesmo nome escrito por Carlos Verga. O curta é considerado a primeira produção cinematográfica que aborda a questão da transexualidade, como dito por Stevan Lekitsch em seu livro Cine arco-íris: 100 anos de cinema LGBT nas telas brasileiras.
Entre as figuras presentes no elenco, destacam-se: Augusto Aníbal, Yara Jordão (nomeada na época como a "rainha de Copacabana") e o ator Darwin, conhecido como "imitador de mulheres". De acordo com o jornal O Imparcial, as exibições do filme superaram as expectativas nas arrecadações de bilheteria do teatro Parisiense.
É considerado um filme perdido, pois nenhuma cópia foi preservada ao longo das décadas.

## Enredo
Bentoca é um rapaz de coração ardente que deseja se casar e sai de casar disposto a fazê-lo com a primeira garota que encontrar. Ao ver Yara Jordão, começa a seguí-la em seu carro, ela percebe e se afasta, mas ele continua a insistir. Ela se encontra com Viola Diva e outras moças em um carro, que a leva para a praia da Gazea. Bentoca a segue e após um desastrado incidente com o carro aparece caído na praia, as moças vão socorrê-lo. 
Ainda deitado começa a ter delírios com as moças que hora aparecem dançando ou se insinuando, ele desperta e começa a ser perseguido por vários homens barbados. Já na cidade, as moças decidem que vão ajudá-lo a encontrar uma noiva, vão a casa do Darwin (um rapaz) que finge ser uma bela mulher, elas escrevem que o casamento só acontecerá se aceitar naquele mesmo instante. 
Ele corre pra casa de Darwin, após enfrentar vários sacrifícios, arranjando também um padre. Darwin começa a andar como homem na frente de Bentoca e ao perceber ele sai desesperado percebendo a situação em que se encontrava. Ele encontra uma aeroplano e resolve procurar uma noiva no céu.

## Elenco
- Augusto Aníbal como Bentoca
- Yara Jordão
- Nair de Almeida
- Albino Vidal
- Manuel Pinto
- Manoel F. de Araújo
- Cândido Palácios
- Harry Flemming
- Yara Brasil
- André Fix, Viola Diva, Regina Dalty, Poupin, Lalant, Suzy, Darwin, Barcklay e Hackeron (Companhia Bataclan)

## Recepção crítica
As resenhas da crítica especializada foram, em maioria, positivas. 
O jornal carioca A Rua considerou a produção "engraçadíssima" e "um primor". No entanto, em sua edição de 11 de setembro de 1923, fez críticas ao cartaz promocional pois continha "um grupo de mulheres em trajes menores, quasi nuas, uma das quaes alça as pernas sobre a cabeça de um sujeito acocorado (..) que exclama: -- Mas que cheiro de Ba-Ta-Clan!", sendo, por esse motivo, de acordo com o jornal, um desrespeito a moralidade pública.
O periódico O Jornal fez duas resenhas, na primeira, a do dia 9 de setembro de 1923, afirmou tratar-se do melhor lançamento no gênero comédia produzido no país até então, e considerou que a performance de Augusto Annibal se equiparava as de Charlie Chaplin. Na segunda, Mendes Fradique escreveu que embora estivesse "longe de saciar as exigências dos espectadores técnicos", o talento do elenco valia os ingressos dos pagantes.
O jornal carioca A União escreveu em sua edição de 18 de outubro de 1923, que a Guanabara-Film não foi feliz na apresentação com a parte técnica, apresentando problemas dignos de iniciantes. Criticou a temática abordada (chamou o filme de "pervertido") e pontuou que não era indicado para os mais jovens, pois poderia causar danos psicológicos.

## Galeria

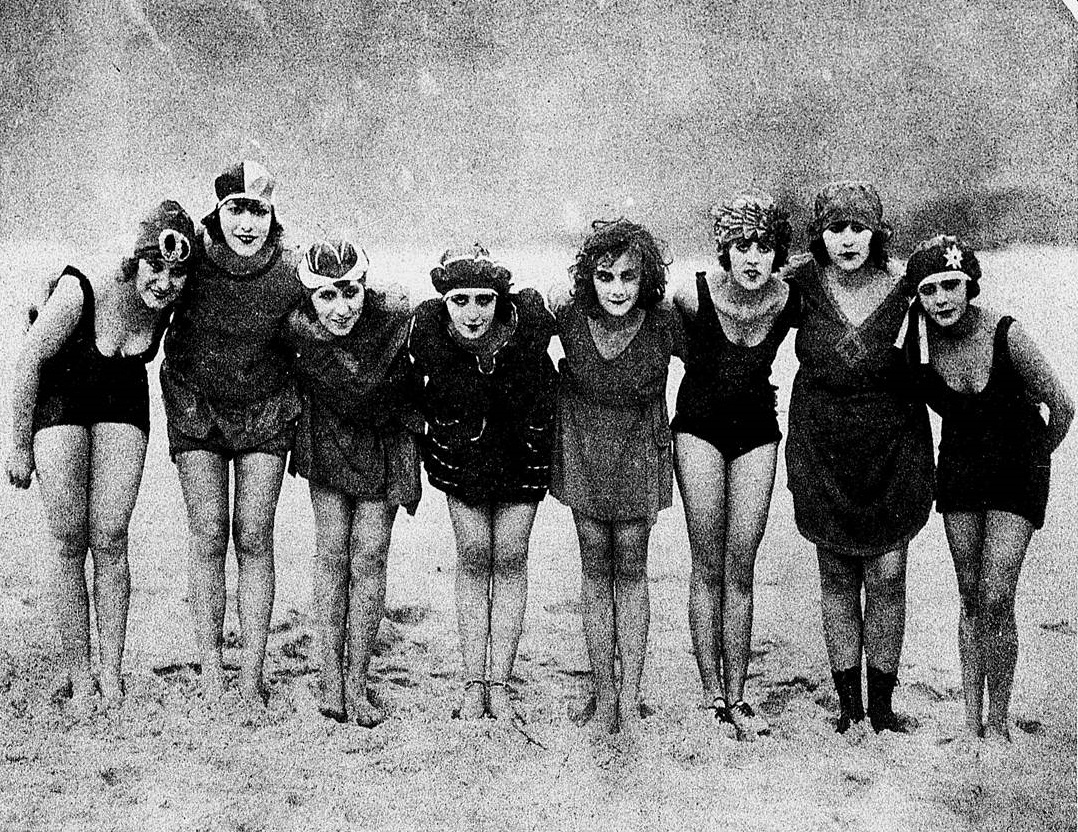
Elenco feminino.
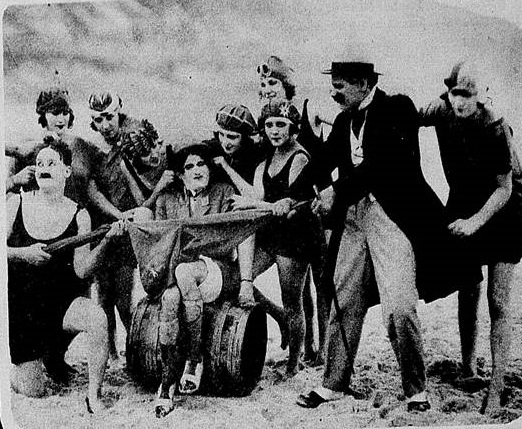
Elenco reunido em cena.
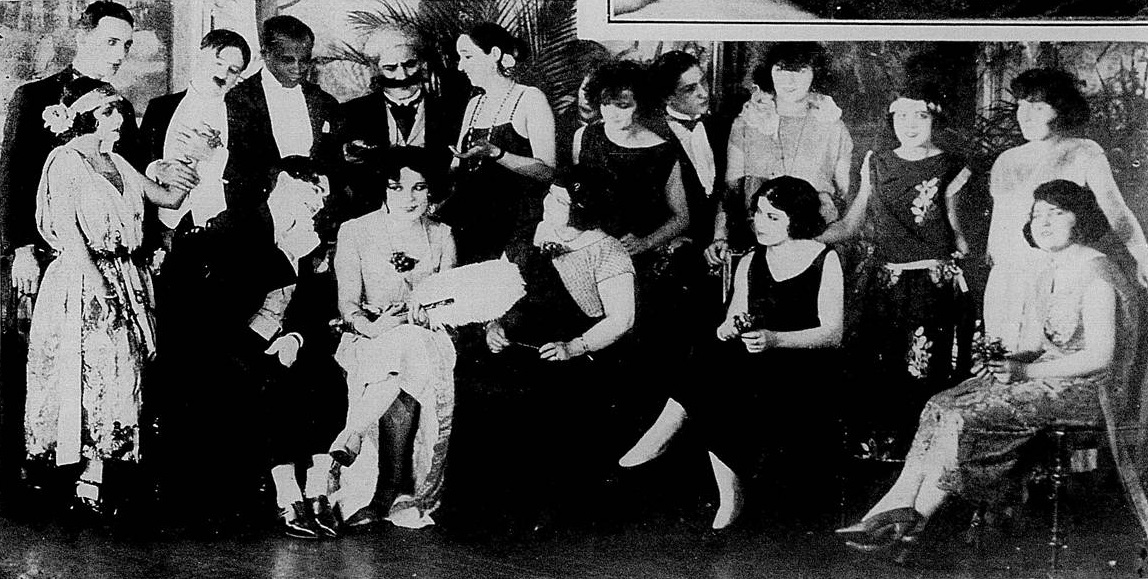
Elenco reunido.
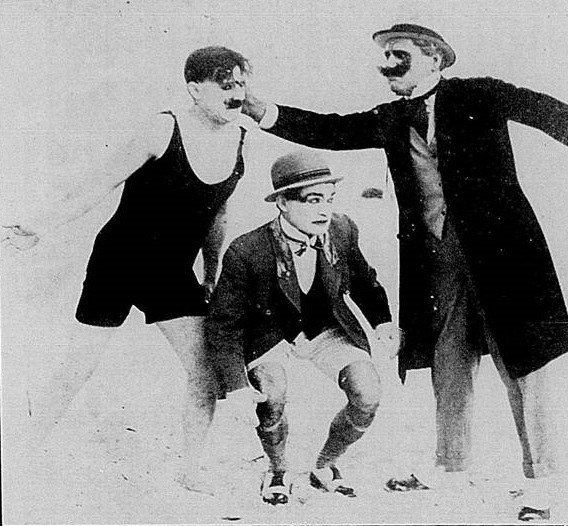
Três atores em cena do curta.